# BSスペシャル
『BSスペシャル』（ビーエススペシャル）は、2012年4月からNHK BSで放送されている単発特別番組放送枠である。2023年11月までは番組名を『BS1スペシャル』（ビーエスワンスペシャル）としていた。

## 番組概要
ニュース・スポーツ専門チャンネルを標榜するBS1の特性を生かし、テレビが伝えた史実や、日本と世界の今の現実、スポーツ選手やイベントなどに密着したものなど、ドキュメンタリーや教養性の強い作品をラインナップした長時間のスペシャル番組を放送しており、総合テレビ『NHKスペシャル』の長尺版が放送される事も少なくない。放送尺は多くの場合、10分間の『BSニュース』（新聞ラテ欄など番組表には載らない）を挿んだ50分ずつの前後編。内容によっては、NHK東日本大震災プロジェクト・未来へ 17アクション・#あちこちのすずさんプロジェクトとの連動している。
制作クレジットについては、民放キー局の子会社が制作に参加する場合でも、親会社の名称を省いたブランド名に置き換えず、活字表記ながら「テレビ朝日映像」「TBSスパークル」など正式名で表示している。
2023年11月までは番組名を『BS1スペシャル』としていたが、同年12月に行われたBS放送波再編に伴い、チャンネル名称が「NHK BS」に改称したことを受けて、番組名称を同月から『BSスペシャル』に改題した。

## 放送時間
特定の放送時間は設定されていない。主に、土曜日・日曜日の週末、祝日のプライムタイムに新作が放送される。再放送を含む放送時間などの詳細は、公式サイトを参照。

## 受賞歴
ここでは、2015年以降にテレビ関連の顕彰を受賞した主な作品について記載する。
放送文化基金賞
- カノン〜家族のしらべ〜（第45回テレビドキュメンタリー番組奨励賞、2019年）[4] - NHK水戸放送局が受賞[5]。
- レバノンからのSOS〜コロナ禍 追いつめられるシリア難民〜（第47回テレビドキュメンタリー番組優秀賞、2021年）[6] - NHKエデュケーショナル・椿プロが受賞。

ギャラクシー賞
- バレエの王子になる!"世界最高峰"ロシア・バレエ学校の青春（第57回テレビ部門選奨、2020年）[7]
- レバノンからのSOS〜コロナ禍 追いつめられるシリア難民〜（第58回テレビ部門選奨、2021年）[8] - 2020年7月の月間賞を受賞している[9]。
- デジタルハンター〜謎のネット調査集団を追う〜[10]（同上）[8][11]

文化庁芸術祭
- ボルトとダシャ〜マンホールチルドレン20年の軌跡〜（令和元年度テレビ・ドキュメンタリー部門大賞、2019年）[12]
- ボクの自学ノート〜7年間の小さな大冒険〜[13]（令和元年度テレビ・ドキュメンタリー部門優秀賞、2019年）[12] - 『BS1スペシャル』放送後、『NHKスペシャル』としても放送された[14]。

石橋湛山記念早稲田ジャーナリズム大賞
- 封鎖都市・武漢〜76日間 市民の記録〜（第20回草の根民主主義部門奨励賞、2021年）[15]

## 不祥事

### 東京五輪ドキュメンタリーで不適切な字幕表示
- 2021年12月26日に放送（同月30日に再放送）した「河瀬直美が見つめた東京五輪」（大阪放送局制作）の中で「五輪反対デモに参加している」という男性にインタビューした際に「実はお金をもらって動員されていると打ち明けた」というテロップを表示した。放送後に視聴者から複数の問い合わせがあったことを受けて、NHKが2022年1月に男性に対して、再度取材を行ったが、五輪反対デモに参加した記憶が曖昧であり、事実関係がはっきりしないことが判明した。これらを受けて、NHKは同月9日夜に2分間の訂正放送を行い、謝罪した[16][17][18]。
- その後、東京側専務理事の松坂千尋を責任者とする調査チームを2022年1月24日に立ち上げ、関係者に対してヒアリングを実施した結果、「男性が五輪反対デモに参加したという確証は得られなかった」として、字幕は誤りだったと判断[19][20]。同番組の制作を担当したディレクターやチーフ・プロデューサーなど6人を懲戒処分にしたほか、NHK専務理事で大阪放送局長の角英夫もNHK会長の前田晃伸から厳重注意を受けたことを同年2月10日に発表した[21]。
- 放送倫理・番組向上機構（BPO）の放送倫理検証委員会は2022年2月10日に「放送倫理違反の疑いがあり、放送に至った経緯などについて詳しく検証する必要がある」として審議入りすることを決定[22]。同年9月9日、BPOは「重大な放送倫理違反があった」と認定する意見書を公表した[23]。
- 総務省は「視聴者の信頼を著しく損なうもので、誠に遺憾」として、NHKに対し、注意の行政指導を2022年9月16日に行った[24]。